# Brahesborg
Brahesborg er en gammel sædegård nordøst for Assens på Fyn.
Gården kaldtes indtil Jørgen Brahes overtagelse Bisbo eller Bispestolgaard, og formodentlig må have tilhørt Odense bispestol. Hovedbygningen er opført i 1638-1656 og ombygget i 1756.
Gården ligger i Gamtofte Sogn, Båg Herred, Assens Kommune.
Brahesborg Gods er på 1113 hektar med Wilhelmsborg.

## Ejere af Brahesborg
- (1400-1530) Odense Bispestol
- (1530-1560) Verner Bertelsen Svale
- (1560-1591) Christen Vernersen Svale / Gabriel Vernersen Svale / Niels Vernersen Svale / Ermegaard Vernersdatter Svale / Birgitte Vernersdatter Svale
- (1591-1600) Sara von Deden gift Svale / Gabriel Vernersen Svale
- (1600-1615) Johannes Christiansen Macchabæus
- (1615-1618) Ove Bille
- (1618-1638) Elsebe Skram gift Bille / Karen Ovesdatter Bille / Hilleborg Ovesdatter Bille
- (1638-1667) Jørgen Steensen Brahe
- (1667-1677) Anne Gyldenstierne gift Brahe
- (1677) Sophie Steensdatter Brahe gift Thott / Anne Steensdatter Brahe gift Rosenkrantz
- (1677-1687) Anne Steensdatter Brahe gift Rosenkrantz / Anne Helvig Knudsdatter Thott / Sophie Knudsdatter Thott / Jytte Dorothea Knudsdatter Thott gift Gjøe
- (1687-1692) Marcus Falksen Gjøe / Holger Rosenkrantz
- (1692-1698) Marcus Falksen Gjøe
- (1698-1708) Charlotte Amalie Marcusdatter Gjøe gift (1) Due (2) Rantzau
- (1708-1716) Manderup Due
- (1716-1771) Christian lensgreve Rantzau
- (1771-1814) Carl Adolph Christiansen lensgreve Rantzau
- (1814-1822) Christian Adolph Frederiksen lensgreve Rantzau
- (1822-1828) Den Danske Stat
- (1828) Willum Frederik Treschow / Frederik Christian Berg
- (1828-1854) Willum Frederik Treschow
- (1854-1869) Frederik Wilhelm Rosenkilde Treschow (stedsøn)
- (1869-1870) Andrea Bjørn Rothe gift Treschow
- (1870-1911) Carl Adolph Frederiksen Rothe Treschow (søn)
- (1911-1951) Frederik Wilhelm Carlsen Treschow (søn)
- (1951-1963) Bror Carl Adolf Cederfeld de Simonsen (søsters søn)
- (1963-1980) Ivar Cederfeld de Simonsen (søn)
- (1980- ) Peter Cederfeld de Simonsen (søn)